# Jagdish Koonjul

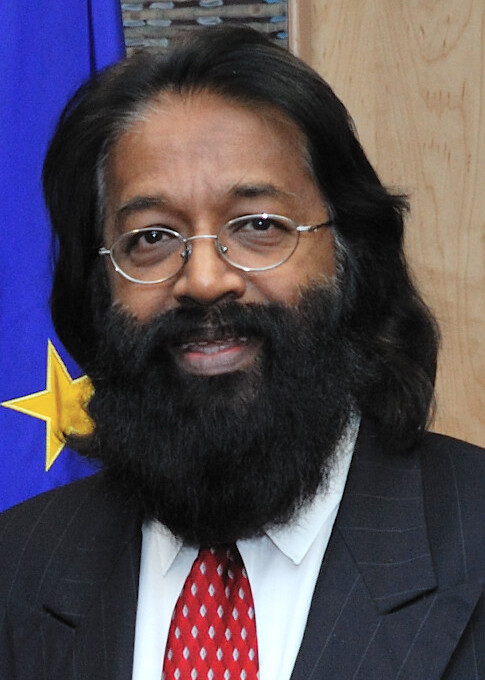
Jagdish Dharamchand Koonjul (2011)

Jagdish Dharamchand Koonjul ist ein Diplomat aus Mauritius und war 2002 bis 2005 Vorsitzender der Allianz der kleinen Inselstaaten (AOSIS).
Nach dem Eintritt in den diplomatischen Dienst stieg er zum Leiter der Abteilung für Multilaterale Politik des Außenministeriums von Mauritius auf. Koonjul war Botschafter und Ständiger Vertreter von Mauritius bei den Vereinten Nationen bis 2005. Zeitweise (2002) war er auch Präsident des UN-Sicherheitsrates. 2002 wurde er als Nachfolger von Tuiloma Neroni Slade Vorsitzender der AOSIS. Dieses Amt übergab er 2006 nach einer kurzen Interimspräsidentschaft von Enele Sopoaga an Julian Hunte.